# 凯蒂·鲁宾逊
凯蒂·鲁宾逊（英語：Katie Robinson；2002年8月8日—），英格兰女子足球运动员，司职前锋，目前效力于阿斯顿维拉足球俱乐部和英格兰女子足球代表队。她曾代表英格兰参加2023年国际足联女子世界杯。